# Гильом III де Бо
Гильом III де Бо (фр. Guillaume III des Baux, ум. 1256/1257) — принц-соправитель Оранский с 1246, сеньор де Куртезон.
Сын Гильома II де Бо, принца-соправителя Оранского, и Прециозы N.
В 1239 женился на Гибурге, дочери Бертрана де Мевуйона, сеньора де Мизон, который дал в приданое за дочерью все, чем владел в диоцезах Систерон и Гап. 
13 июня 1246 Гильом и его дядя Раймонд I, принц Оранский, произвели раздел, причём Раймонд получил львиную долю владений, а Гильому достались только большая башня замка Оранж и сеньория Куртезон. В 1247 Гильом с Раймондом были схвачены восставшими жителями Оранжа. 1 июля 1248 составил завещание, по которому все его владения (в том числе и на Сардинии), в случае если его брак останется бездетным, должны были перейти к дяде Раймонду I, за исключением Куртезона, который был завещан брату Раймонду II. В 1256 Гильом III вместе с женой принёс оммаж Карлу Анжуйскому за свои владения в диоцезе Гап.